# Leon Rewieński
Leon Piotr Józef Rewieński (ur. 3 maja 1888, zm. 26 lutego 1958) – polski biolog i przyrodnik, pedagog, wychowawca wielu pokoleń młodzieży, miłośnik i popularyzator wiedzy przyrodniczej.

## Życiorys
Leon Rewieński ur. 3 maja 1888 roku, syn Henryka (1860–1903), inżyniera, i Teressy z domu Schmidt (1865–1896) z Dziakońskich.
Był absolwentem Wydziału Matematyczno-Przyrodniczego Uniwersytetu Warszawskiego. Do wybuchu II wojny światowej mieszkał i pracował w Warszawie ucząc przyrody i biologii w Gimnazjum Męskim im. Jana Zamoyskiego w Warszawie. W czasie II wojny światowej, jego mieszkanie przy ul. Kopernika 16 zostało zbombardowane, co stało się powodem dla którego, po zakończeniu wojny, przeniósł się do Lublina, w którym w 1949 r. objął stanowisko adiunkta w Katedrze Botaniki Ogólnej na Wydziale Matematyczo-Przyrodniczym UMCS. Nieco wcześniej, bo od 1946 r. profesor tej uczelni na stanowisku kierownika Katedry Cytologii Roślin. Do czasu swojej śmierci, dr Leon Rewieński pozostał pracownikiem naukowym tego uniwersytetu. Pełnił także funkcję z-cy skarbnika, powstałego w 1945 r. Polskiego Towarzystwa Botanicznego. 
Jest autorem wielu artykułów przyrodniczych, publikowanych m.in. w Miesięczniku Krajoznawczym. Organizował dla młodzieży wiele warsztatów przyrodniczych, zakładał Koła i Osiedla Przyrodnicze, aktywnie uczestniczył w pracach Ligi Ochrony Przyrody i wystawach rolniczych. Popularyzował wiedzę przyrodniczą m.in. na antenie stacji warszawskiej, np. odczyt „Przyroda i Człowiek”. Prowadził badania nad uprawą orzecha włoskiego w Polsce i współtworzył ogród zoologiczny w Warszawie.
W 1920 r. zawarł związek małżeński ze Stanisławą Kozłowską. Miał syna Jurka i córkę Teresę. Syn (pseudonim „Lubicz”) brał udział w powstaniu warszawskim. Jego braćmi byli: Władysław, Marceli, Józef oraz Marian. Władysław został aresztowany 25 sierpnia 1937 r. przez NKWD i Prokuraturę ZSRR. W dniu 12 stycznia 1938 r. skazany na karę śmierci. Wyrok wykonano 21 stycznia 1938 r.
Zmarł 26 lutego 1958 r. Pochowany został na Cmentarzu Powązkowskim w Warszawie.